# Léopold Sédar Senghor
Léopold Sédar Senghor (født 9. oktober 1906, død 20. december 2001) var en fransktalende digter og Senegals første præsident i 1960-80.

## Liv
Senghor blev født i Senegal, som dengang var en fransk koloni. I 1928 flytter han til Frankrig for at videreføre sin uddannelse. Han blev professor i 1935.
I disse år skabte Senghor og andre sorte intellektuelle i Frankrig "Négritude", en politisk og litterær bevægelse, der hyldede "sorthed", og tog afstand fra at europæisk kultur skulle være overlegen. Under 2. verdenskrig var Senghor officer i den franske hær og blev tysk krigsfange.
Efter 2. verdenskrig blev han politiker og i 1960 Senegals præsident. Han trak sig tilbage 31. december 1980, og levede derefter i Normandiet, Frankrig.
Senghor blev medlem af Académie française i 1983.

## Udvalgt bibliografi

### Digtsamlinger
- Prière aux masques (1935)
- Chants d'ombre (1945)
- Hosties noires (1948)
- Éthiopiques (1956)
- Nocturnes (1961)
- Lettres d'hivernage (1973)
- Élégies majeures (1979)

### Andet
- Anthologie de la nouvelle poésie nègre et malgache (1948)
- Nation et voie africaine du socialisme (1961)
- Pierre Teilhard de Chardin et la politique africaine (1962)
- La poésie de l'action : conversation avec Mohamed Aziza (1980)
- Ce que je crois (1988)

Senghor skrev også teksten til Senegals nationalmelodi: Pincez Tous vos Koras, Frappez les Balafons.